# Санта Луча (Сондрио)
Санта Луча је насеље у Италији у округу Сондрио, региону Ломбардија.
Према процени из 2011. у насељу је живело 340 становника. Насеље се налази на надморској висини од 1177 м.